# Actinodaphne nitida
Actinodaphne nitida är en lagerväxtart som beskrevs av Teschn.. Actinodaphne nitida ingår i släktet Actinodaphne och familjen lagerväxter. Inga underarter finns listade i Catalogue of Life.